# Lotte Keukelaar
Lotte Jasmine Keukelaar (Utrecht, 25 settembre 2005) è una calciatrice olandese, attaccante dell'Ajax.

## Carriera

### Club
Keukelaar si appassiona al calcio fin dalla giovane età, iniziando la carriera nel PVCV Vleuten, club dell'omonimo quartiere di Utrecht dove nasce e cresce con i genitori. Qui vi rimane fino ai 14 anni d'età quando, dopo essersi messa in luce, viene messa sotto contratto dall'Ajax dove dal 2019 continua l'attività nelle sue formazioni giovanili.
Dopo il suo rinnovo di contratto che la lega per altre due stagioni al club di Amsterdam, Keukelaar viene promossa in prima squadra dove sotto la guida tecnica di Suzanne Bakker fa il suo debutto in Eredivisie, livello di vertice del campionato olandese di categoria, il 15 settembre 2023, alla 2ª giornata di campionato, rilevando Chasity Grant al 63' dell'incontro vinto in trasferta 3-1 sull'Excelsior. Bakker in seguito, pur se in turnover, continua a impiegarla regolarmente in tutta la stagione, maturando 16 presenze in Eredivisie, dove segna due reti, la prima dove apre le marcature nell'incontro casalingo poi pareggiato per 1-1 dal Fortuna Sittard del 27 gennaio 2024. Contribuisce inoltre con 3 reti su 4 incontri, a conquistare il suo primo trofeo in bacheca, la Coppa d'Olanda di categoria (KNVB Beker voor Vrouwen), la sesta per il club, e debutta in UEFA Women's Champions League il 23 novembre 2023, nella sconfitta esterna per 3-0 con le campionesse d'Italia della Roma, condividendo con le compagne l'ottimo percorso che, pur debuttanti nel trofeo UEFA, portano la squadra fino ai quarti di finale dell'edizione 2023-2024.

### Nazionale
Dopo aver vestito sia la maglia dell'under 15 sia quella dell'under 16 e under 17 olandese, Keukelaar approda nella selezione under 19 dei Paesi Bassi quando non ha ancora compiuto 16 anni. Con essa disputa un totale di 34 presenze, segnando 14 reti, compiendo su tutto la cavalcata fino alla finale degli Europei 2024, poi persa contro la Spagna.
Nell'ottobre dello stesso anno, a soli 19 anni, viene convocata dalla nazionale maggiore in vista delle due amichevoli contro Indonesia e Danimarca. Esordisce da titolare quindi il 25 ottobre 2024, segnando una doppietta nel 15-0 contro le indonesiane; subentra quattro giorni dopo, al 62', contro le danesi.

## Statistiche

### Presenze e reti nei club
Statistiche aggiornate al 6 settembre 2024.
| Stagione        | Squadra         | Campionato      | Campionato | Campionato | Coppe nazionali | Coppe nazionali | Coppe nazionali | Coppe continentali | Coppe continentali | Coppe continentali | Altre coppe | Altre coppe | Altre coppe | Totale | Totale |
| Stagione        | Squadra         | Comp            | Pres       | Reti       | Comp            | Pres            | Reti            | Comp               | Pres               | Reti               | Comp        | Pres        | Reti        | Pres   | Reti   |
| --------------- | --------------- | --------------- | ---------- | ---------- | --------------- | --------------- | --------------- | ------------------ | ------------------ | ------------------ | ----------- | ----------- | ----------- | ------ | ------ |
| 2023-2024       | Ajax            | ED              | 16         | 2          | CO              | 4               | 3               | UWCL               | 7                  | 0                  | SO          | 0           | 0           | 27     | 5      |
| 2024-2025       | Ajax            | ED              | -          | -          | CO              | -               | -               | UWCL               | 1                  | 1                  | SO          | 1           | 1           | 2      | 2      |
| Totale Ajax     | Totale Ajax     | Totale Ajax     | 16         | 2          | -               | 4               | 3               | -                  | 8                  | 1                  | -           | 1           | 1           | 29     | 7      |
| Totale carriera | Totale carriera | Totale carriera | 16         | 2          | -               | 4               | 3               | -                  | 8                  | 1                  | -           | 1           | 1           | 29     | 7      |

## Palmarès

### Club
- Coppa dei Paesi Bassi: 1

Ajax: 2023-2024